# Радиотехника
Радиоте́хника — наука, изучающая электромагнитные колебания и волны радиодиапазона, методы генерации, усиления, преобразования, излучения и приёма, а также применение их для передачи информации, часть электротехники, включающая в себя технику радиопередачи и радиоприёма, обработку сигналов, проектирование и изготовление радиоаппаратуры.
Радиотехника включает следующие разделы:
- Радиопередающие устройства
- Радиоприёмные устройства
- Радиолокация
- Радионавигация
- Телевидение
- Мультимедийные и связные системы
- Системы радиоуправления
- Системы радиоэлектронной борьбы

## История
В 1832 году английский физик Майкл Фарадей теоретически предсказал существование электромагнитного излучения.
В 1864 году Дж. К. Максвелл опубликовал первые из основных уравнений классической электродинамики, описывающие эволюцию электромагнитного поля и его взаимодействие с зарядами и токами.
В 1888 году возможность передачи энергии посредством электромагнитных волн показал в своём опыте немецкий физик Г. Герц: устройство, которое он назвал «вибратором», излучало электромагнитное поле на расстояние и без проводов.
14 августа 1894 года на заседании Британской ассоциации содействия развитию науки в Оксфордском университете Оливер Лодж и Александр Мирхед продемонстрировал опыты передачи и приёма электромагнитных волн. В ходе демонстрации сигнал был отправлен из лаборатории в соседнем Кларендоновском корпусе и принят прибором на расстоянии 40 м.
25 апреля (7 мая) 1895 года на заседании Русского физико-химического общества (РФХО) в Санкт-Петербурге А. С. Попов продемонстрировал свой «Прибор для обнаружения и регистрирования электрических колебаний» — так он был назван Поповым в статье, опубликованной в журнале РФХО в январе 1896 года:63—65.
В июне 1896 года итальянский инженер Г. Маркони подал патентную заявку, а в сентябре 1896 года провёл публичную демонстрацию по передаче и приёму электромагнитных волн на расстоянии до 2,5 км. В 1897 году он получил первый (британский) патент № 12039, первоначальная заявка на который была существенно дополнена в марте 1897 года. Позднее в выдаче патентов в ряде стран, в частности в Германии, Маркони было отказано в связи с наличием опубликованной ранее статьи Попова, где было описано подобное приёмное устройство:79, 103.
Российские и советские учёные, продвинувшие радиотехнику на новый уровень:
- профессора М. А. Бонч-Бруевич, Б. Л. Розинг (изобретение электронного телевидения);
- академик А. И. Берг (радиолокация);
- академик А. Ф. Богомолов (радиолокация, дальняя космическая связь);
- академик В. А. Котельников (теория помехоустойчивости).

## Применение
Радиотехника нашла применение в различных областях науки, таких как физика, астрономия, медицина, химия. Радиотехнические методы применяются в системах передачи данных, радиосвязи, радиовещании, телевидении, радиолокации, радионавигации, радиоуправлении, системах автоматики и вычислительной техники.